# Glacier de Tronchey
Le glacier de Tronchey, en italien Ghiacciaio di Tronchey, est un glacier d'Italie situé dans le massif du Mont-Blanc, dans le val Ferret.

## Géographie
Le glacier naît sur l'adret de l'aiguille de Tronchey, à environ 3 200 mètres d'altitude, et se dirige vers le sud,. Il est entouré par le glacier de Pra Sec au sud-ouest et le glacier de Frébouze par-delà l'aiguille de Tronchey au nord-est,.

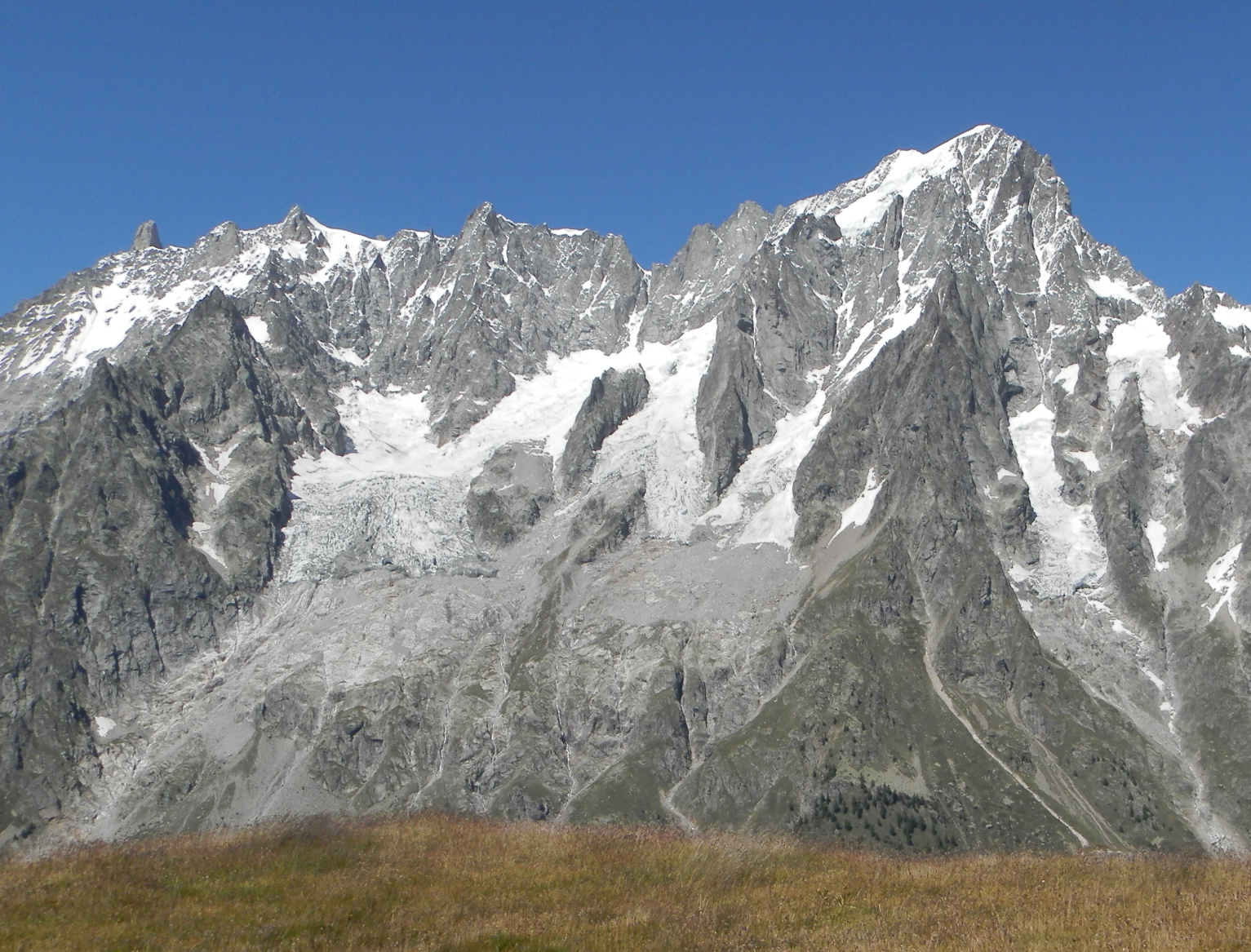
Vue depuis le mont de La Saxe au sud de l'adret de l'arête de Rochefort à gauche et des Grandes Jorasses à droite avec à leurs pieds de gauche à droite les glaciers de Planpincieux, des Grandes-Jorasses, de Pra Sec et de Tronchey.